# BorsodChem MCHZ
BorsodChem MCHZ, s.r.o. je ostravská společnost zabývající se především výrobou produktů organické chemie (jde zejména o anilin) v areálu v Mariánských Horách. Vlastníkem firmy je maďarská společnost BorsodChem Kazincbarcika patřící do čínské skupiny Wanhua Industrial Group. Na 97 % celkových tržeb podniku se podílí export.

## Historie
Koncem roku 1924 začalo Československo jednat s francouzskou firmou Société de l’Amonique a Československou společností pro výrobu syntetického čpavku – amoniaku a vodíku z koksového plynu o založení chemických závodů v Ostravě. Ke konečné dohodě došlo roku 1925. Původně bylo zamýšleno postavit továrnu poblíž koksovny Karolina, avšak s ohledem na nevyhovující umístění této lokality v centru města bylo rozhodnuto postavit chemičku poblíž koksovny Ignát. Jako pozitivní faktory byly vyhodnoceny zejména dostatečný zdroj užitkové vody z Odry, blízkost koksovny (koksárenský plyn jako zdroj pro výrobu vodíku), i elektrárny, železniční dostupnost a okolí vhodné pro další rozšiřování závodu. Aby se zabránilo případným povodním z blízké řeky, byl haldovinou z dolu Ignát navýšen terén o 1,5 metru. Samotná výstavba začala 16. září 1927, o rok později byl zahájen provoz. Vlastníkem podniku byla tehdy akciová společnost Československé továrny na dusíkaté látky v Moravské Ostravě založená v roce 1927. V roce 1939 společnost změnila název na Českomoravské továrny na dusíkaté látky, a.s.
Po skončení 2. světové války došlo ke znárodnění na základě dekretu prezidenta Beneše č. 5 z 19. května 1945. Společnosti byl navrácen předválečný název, tj. Československé továrny na dusíkaté látky v Moravské Ostravě a byly začleněny do Ostravských chemických závodů. Ty byly od 1. ledna 1946 součástí národního podniku Československé chemické závody Praha. V roce 1950 byl podnik Ostravské chemické závody zrušen, jednotlivé závody se osamostatnily a byly řízeny Ministerstvem chemického průmyslu. Nově byl zřízen podnik Dusíkárny Ostrava, který kromě hlavního závodu v Mariánských Horách zahrnoval také Moravsko-ostravské chemické závody v Moravské Ostravě a do konce roku 1950 také odloučené pracoviště ve Velké Štáhli. Moravsko-ostravské chemické závody ale byly z Dusíkáren vyčleněny již v roce 1952 a od roku 1953 tvořily samostatný národní podnik Ostravit.
K 1. dubnu 1958 byl zřízen národní podnik Moravské chemické závody (MCHZ), pod který spadal základní závod Dusíkárny a pobočné podniky Hrušovské chemické závody Hrušov (zahrnující rovněž provoz v Petrovicích), Ostravit Ostrava, Bohumínské chemické závody Nový Bohumín, Přerovské chemické závody Přerov a Fosfu Poštorná. Zároveň MCHZ začaly organizačně spadat pod Závody pro chemickou výrobu v Bratislavě. V 70. letech pak byly MCHZ začleněny do koncernu Chemopetrol, ale od roku 1978 až do roku 1989 pak fungovaly v rámci výrobní hospodářské jednotky Unichem Pardubice. V červenci 1989 se však MCHZ osamostatnily a začaly fungovat jako státní podnik. V rámci přípravy na privatizaci byl podnik transformován na akciovou společnost, kterou k 29. prosinci 1990 zřídilo Ministerstvo průmyslu České republiky pod názvem Moravské chemické závody akciová společnost (v roce 1997 byl název upraven na Moravské chemické závody, akciová společnost).
V rámci privatizačního procesu byl z MCHZ v roce 1992 vyčleněn závod Dukla v Hrušově a strojírenský závod v Ondřejovicích. V témže roce pak bylo 43 % akcií privatizováno v tzv. první vlně kupónové privatizace. Zbývající akcie našly nové majitele v rámci druhé vlny kupónové privatizace, takže v roce 1995 již byla společnost čistě v soukromých rukou. 47 % všech akcií přitom držela společnost Chemapol Group (přímo nebo prostřednictvím svých dceřiných společností), v roce 1996 pak získává v MCHZ majoritu. K 31. prosinci 1998 dochází k formálnímu zániku MCHZ, neboť jmění společnosti bylo vloženo do společnosti Synthesia Pardubice, která současně změnila název na Aliachem. V závěru roku 1999 jednali manažeři Aliachemu (který byl ve velmi špatné finanční situaci) o prodeji svého odštěpného závodu MCHZ maďarské společnosti BorsodChem, která od MCHZ odebírala anilin. Proti tomuto kroku se však stavěl Chemapol Group (od 27. ledna 1999 v konkursu), který držel 47 % akcií Aliachemu. K 16. únoru 2000 BorsodChem odkoupil (pravděpodobně ready-made) společnost Darkis, kterou přejmenoval na BorsodChem – Moravské chemické závody, Ostrava, s.r.o. se sídlem ve Volyni. K 4. květnu 2000 došlo ke zvýšení základního jmění této společnosti ze 100 000 Kč na 865 100 000 Kč tím, že Aliachem vložil do společnosti závod MCHZ. Současně bylo sídlo firmy převedeno do Ostravy. Majoritní podíl byl již v držení maďarského BorsodChemu, Aliachem si ponechal podíl pouze 2,5 %. Ke změně názvu na současný BorsodChem MCHZ, s.r.o. došlo k 3. srpnu 2000. Od 30. ledna 2006 je již BorsodChem 100% vlastníkem společnosti.
V období po vstupu BorsodChemu došlo také k postupnému odprodeji některých výrob mimo hlavní předmět podnikání. K 31. květnu 2003 byla z firmy vyčleněna výroba lepidel do nově založené firmy Dukol Ostrava, jejímž vlastníkem se ještě téhož roku staly Jihlavské dřevařské závody (dnes je vlastníkem společnost Kronospan Chemical Holdings Limited). 1. listopadu 2007 byla prodána organizační jednotka zajišťující údržbu elektrických zařízení a zařízení měření a regulace společnosti Maintec, což byla 100% dcera firmy Siemens a.s., později se svou mateřskou firmou sloučená. 2. února 2010 pak byla společnosti Messer Technogas prodána výroba rajského plynu.

## Produkty

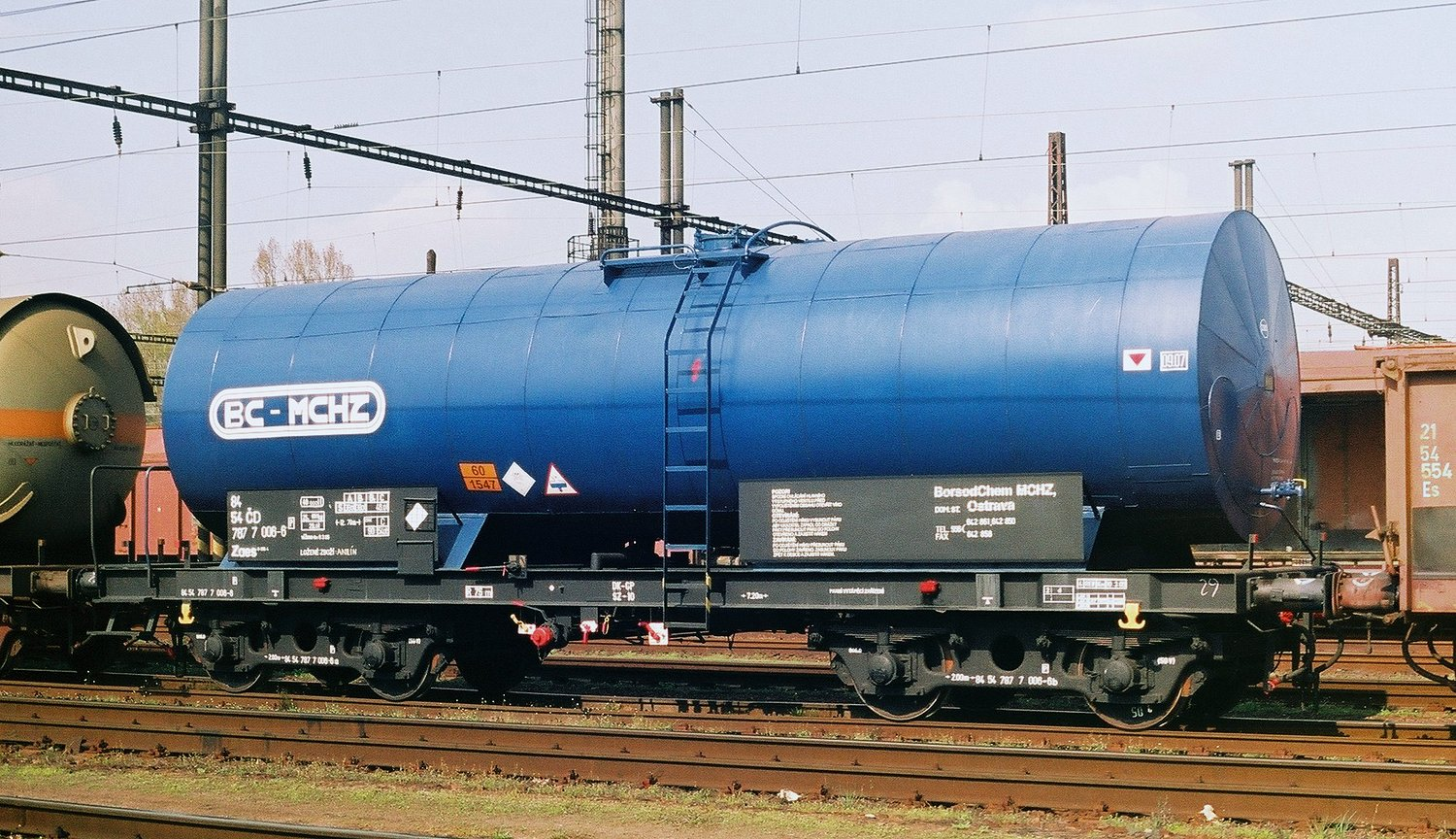
Vůz společnosti určený pro přepravu anilinu

V roce 1928 byla zahájena výroba vodíku, amoniaku a síranu amonného, v roce 1931 byly do výrobního programu přidány další typy hnojiv. Postupně byla výroba rozšiřována o další produkty jako argon (1937), methanol (1937), formaldehyd (1937), hexamethylentetramin (1937), kyselina šťavelová (1938), rajský plyn (1948), močovina (1951), thiomočovina (1951), močovinoformaldehydové lepidlo Dukol (1958), cyklohexanon (1959), anilin (1961), cyklohexylamin (1961), dicyklohexylamin (1961), kyselina sírová (1966), isopropylamin (1967), sorbitol (1970), fenolické lisovací hmoty (1971), fenolformaldehydové pryskyřice (1971), kyselina dusičná (1986), speciální aminy (1995).
S postupem let byl výrobní program nejen rozšiřován, ale některé výroby byly zastaveny. Šlo např. o methanol a hexametylentetramin (výroba zastavena 1956), močovina (1972), thiomočovina (1973), síran amonný (1976), amoniak (1983), cyklohexanon (1986), hnojiva (2001), kyselina sírová (1993), sorbit (1994), argon (1994).

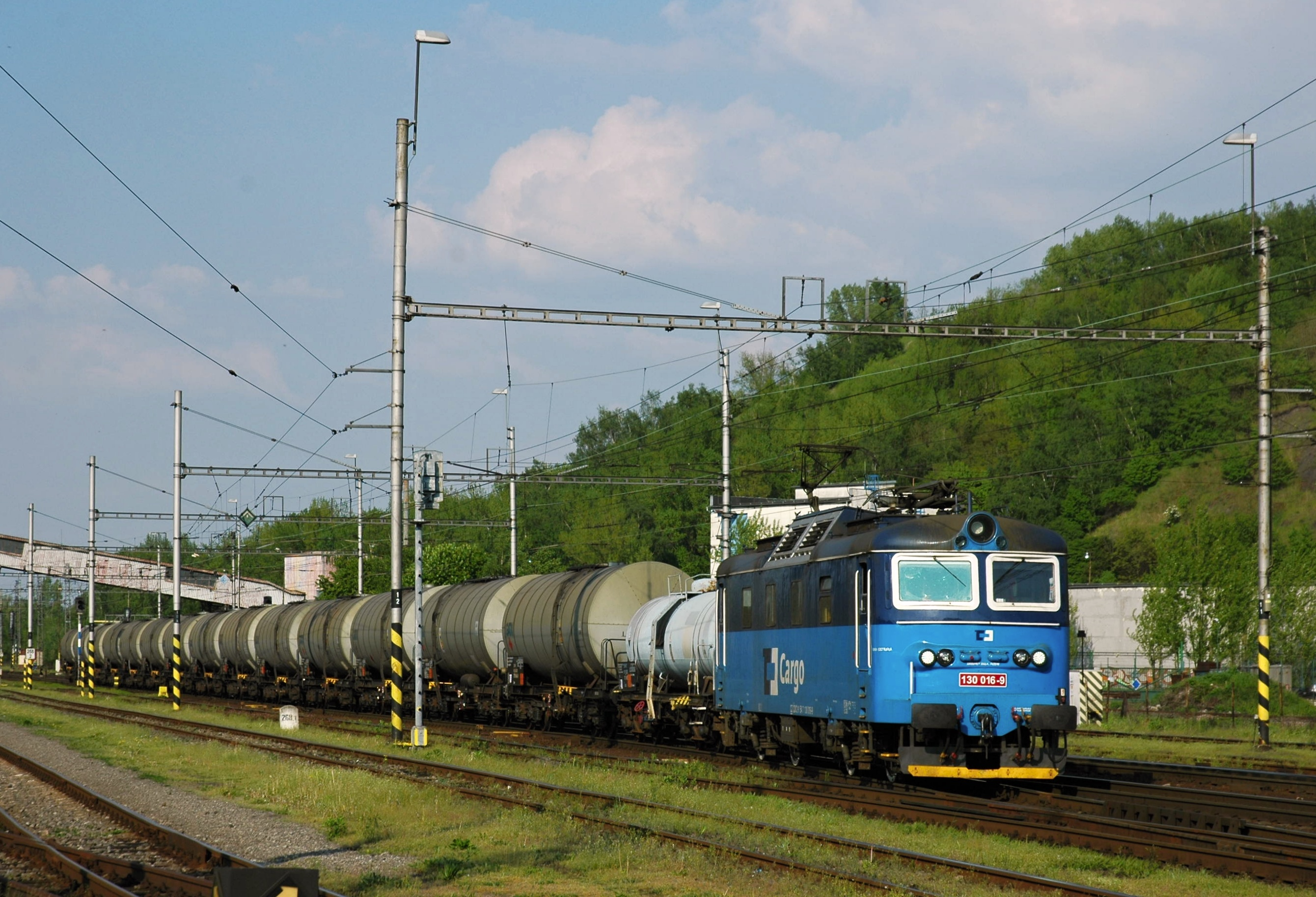
Vlak přepravující benzen mezi závody Petrochemia-Blachownia a BorsodChem MCHZ.

V současnosti se společnost zaměřuje především na výrobu anilinu, který je produkován na sedmi hydrogenačních linkách – pěti původních a dvou spuštěných v letech 2005 a 2006. V roce 2009 byla licence na technologii výroby anilinu prodána do Japonska, takže desetina světové produkce anilinu probíhá na základě licence BorsodChem MCHZ. Na tržbách společnosti se z 75 % podílí prodej anilinu, a to především mateřské společnosti BorsodChem. Mezi další produkty patří v současnosti (2013) cyklohexylamin, dicyklohexylamin, diethyloxalát, speciální aminy a kyselina dusičná. Ostravská chemička tak stojí uprostřed výrobního cyklu, na jehož počátku je výroba benzenu z benzolu v sesterské společnosti Petrochemia-Blachownia. Benzen je pak vlakem přepraven k dalšímu zpracování do Ostravy. V Ostravě se z benzenu vyrábí anilin, který je pak speciálními vlaky zvanými BorsodChem Express přepravován do stanice Sajószentpéter pro další využití v závodě BorsodChem v Kazincbarcice.